# 大蓝八色鸫
大蓝八色鸫（学名：Hydrornis caerulea），是八色鸫科蓝八色鸫属的一种，分布于缅甸、文莱、泰国、印度尼西亚和马来西亚。全球活动范围约为1,130,000平方千米。该物种的保护状况被评为近危。
大蓝八色鸫的平均体重约为204.2克。栖息地包括亚热带或热带的湿润低地林、亚热带或热带的沼泽林和亚热带或热带的湿润山地林。